# Dược điển Anh
Dược điển Anh (British Pharmacopoeia) là bộ sách có thẩm quyền tập họp các tiêu chuẩn cho dược phẩm của Anh. Nó là tài liệu tham khảo chính yếu cho những ai làm trong ngành nghiên cứu, phát triển và sản xuất dược phẩm. Tài liệu này cũng bao gồm công thức chế tạo và thuốc dùng trong thú y.